# Yahuar Huacac

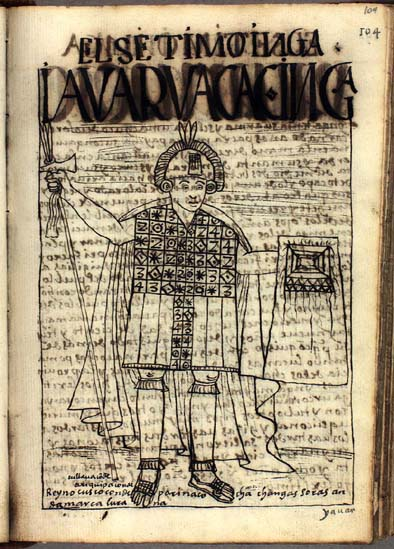
Le septième Inca : Yahuar Huacac, dessin de Felipe Guaman Poma de Ayala dans Nueva crónica y buen gobierno (1615)

Yahuar Huacac (du quechua Yawar Waqaq, surnom qui signifie « larmes de sang » ou « celui qui pleure du sang » en quechua) est le septième Sapa Inca (empereur) du royaume de Cuzco (~1380/~1400). Il est connu sous son surnom, mais son nom de naissance était Cusi Hualpa. Sa femme s'appelle Mama Chikya.
Selon le modèle organisationnel diarchique de l'empire inca, Yahuar Huacac, souverain du Hanan (haut), co-gouverne avec le souverain de Hurin Cuzco (bas Cuzco) Tarco Huaman.

## Origine du nom
Son nom lui viendrait  d'une histoire qui lui serait arrivée à l'âge de huit ans. Enlevé par les Ayarmaca, il aurait pleuré des larmes de sang pour protester contre son état. Il aurait finalement réussi à s'échapper avec l'aide de la maîtresse d'un de ses ravisseurs. Il est également possible que ce soit simplement une maladie oculaire contractée pendant l'enfance qui soit à l'origine de ce nom (haemolacria).
Dans tous les cas, ce signe fut considéré comme un mauvais présage, ce qui le rendit extrêmement prudent au pouvoir.

## Biographie

### Règne
Yahuar Huacac met fin à des révoltes fomentées par les curacas de Muyna et de Pinahua, remportant ensuite certaines terres au Cuntisuyu.
Il joint à son gouvernement le deuxième fils de la Coya ou reine, Pahuac Hualpa Mayta. Cependant ce dernier est mort peu après à la suite d'intrigues,.
Il prévoit la conquête du Collao, mais il doit abandonner ses plans à cause d’une révolte des Condesuyus. Ces derniers tuent Yahuar Huacac, qui n’avait pas encore choisit son successeur,.
Quelque temps plus tard, les nobles de Cuzco se sont réunis et ont choisi Hatun Túpac, qui change son nom en Viracocha Inca, comme nouveau souverain.

### Bilan
Le bilan de son règne, selon les sources anciennes des chroniqueurs espagnols du XVIe siècle consultées, donne lieu à des appréciations divergentes chez les spécialistes : pour Henri Favre, l’œuvre laissée par son père Inca Roca, qui inaugura une première phase d'expansion du royaume inca de Cuzco, était fragile et faillit être emportée par des révoltes sous le règne de Yawar Huacac qu'il qualifie de « pâle et d'éphémère » et « auquel une conspiration mit fin ».
En revanche, pour Alfred Métraux et Rafaël Karsten (es), c'est sous le règne de Yawar Huacac, dans la seconde moitié du XIVe siècle, que les Incas s'imposèrent aux peuples de la vallée du Cuzco. Mais c'était surtout l’œuvre de deux habiles généraux : Wicaquiraw, frère de l'Inca, et Apu Maita, son cousin. Toujours est-il que selon ces sources, Yawar Huacac aurait alors poursuivi et accentué l'essor donné par son père Inca Roca au royaume du Cuzco.